# 이와나이군

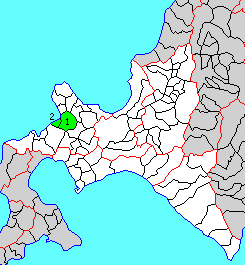
이와나이 군의 위치

이와나이군(일본어: 岩内郡)은 일본 홋카이도 남서부, 시리베시 지청의 중앙에 위치하는 군이다.
인구 16,226명, 면적 375.51km², 인구밀도 43.2명/km².(2025년 2월 28일, 주민기본대장인구)
이하 2정으로 구성된다.
- 교와정(共和町)
- 이와나이정(岩内町)

## 역사
1869년에 이와나이 군이 두어져 홋카이도 시리베시국에 포함되었다.